# Малокинис, Иоаннис
Иоа́ннис Малоки́нис (греч. Ιωάννης Μαλοκίνης; 1880, Пирей, Греция — 1942) — греческий моряк и пловец, чемпион летних Олимпийских игр 1896.
Малокинис был моряком Королевского флота, для моряков которого устроили отдельный заплыв на играх. С результатом в 2:20,4, он обошёл своих соперников Спиридона Хасаписа и Димитриоса Дриваса. Его результат почти на минуту хуже показателя венгра Альфреда Хайоша в той же дисциплине.